# مسترجسانية
المُسْتَرْجِسَانية أو السوردارانية (الاسم العلمي: Sordariomycetes) هي طائفة من الفطريات تتبع شعبة الفطريات الزقية.

## التصنيف
- طائفة المسترجسانية
  - تحت طائفة المسترجسانيات
    - رتبة المسترجسيات
      - الفصيلة المسترجسية